# Barbu Știrbey
El príncipe Barbu Știrbey (Buftea, 4 de noviembre de 1872 - Bucarest, 24 de marzo de 1946) fue primer ministro del Reino de Rumanía durante un breve período, en 1927. Era hijo del príncipe Alexandru Dimitrie Știrbey y su esposa, Maria Ghika Comănești, y nieto de otro Barbu Dimitrie Știrbey (nacido Bibescu, adoptado Știrbey), que fue príncipe de Valaquia y murió en 1869.
Se casó con su prima, la princesa Nadejda Bibescu alrededor de 1895, y tuvieron cuatro hijas (Cătălina, Maria, Nadejda y Helena).
Su importancia real en la historia de Rumanía se debe a su papel de confidente y presunto amante de la reina María, esposa de Fernando I de Rumania, figura muy influyente en los círculos gubernamentales de Rumanía durante el reinado de su marido y, tras la muerte de este, durante la regencia de su nieto, hasta la ascensión de su hijo Carol II al trono en 1930.
Se rumorea que Știrbey y la reina María eran amantes, y que Știrbey fue probablemente el padre de su hijo menor, el príncipe Mircea, y posiblemente el padre de la princesa Elena.
Al comienzo de la Primera Guerra Mundial, la reina, partidaria de la Triple Entente, influyó en la política del país a través de su marido y de Știrbey, al que la embajada alemana utilizaba como enlace con el rey, recibiendo información tergiversada sobre las intenciones del rey.
Poco después del golpe de Estado real del 23 de agosto de 1944, viajó a Moscú como parte de la delegación rumana que firmó armisticio con la Unión Soviética el 12 de septiembre de 1944. Acompañaban a Știrbey otros plenipotenciarios: Lucrețiu Pătrășcanu, Dumitru Dămăceanu y Ghita Popp. Por parte soviética, firmó el acuerdo Rodion Malinovski.
Es antepasado de la princesa consorte María de Liechtenstein.